# Armeria leucocephala
Armeria leucocephala är en triftväxtart som beskrevs av Philipp Salzmann och Johann Friedrich Wilhelm Koch. Armeria leucocephala ingår i släktet triftar, och familjen triftväxter. Inga underarter finns listade i Catalogue of Life.